# Barbora Kolářová
Barbora Kolářová (* 1988) je česká houslistka.

## Život
Studovala na plzeňské konzervatoři, kde ji vedl Pavel Prantl. Poté pokračovala u Charlese Avshariana na Michiganské státní univerzitě. Následně, mezi roky 2006 a 2012, na Curtis Institut of Music pod odborným vedením Idy Kavafian a Arnolda Steinhrdta získala bakalářský akademický titul. Pak se dostala na Yaleovu univerzitu ve Spojených státech amerických, kde ji vede Ani Kavafian.
Koncertovala po světě. V roce 2011 založila hudební festival nazvaný „Lake George Music Festival“, který se koná v New Yorku. Zastávala post koncertní mistryně v orchestrech Yale Philharmonia, Academy Sinfonietta nebo New Haven Symphony Orchestra. Od března 2024 je na této pozici i v českém orchestru PKF – Prague Philharmonia, kde se střídá s Romanou Špačkovou a Pavlou Tesařovou. Za své umění byla oceněna cenami jak v Evropě, tak rovněž ve Spojených státech amerických.
Roku 2020 vydala vlastní album nazvané Imp in Impulse, které pokřtila v pražském kostele svatého Šimona a Judy, kdy jí za komtra byl americký hudební skladatel Pascal Le Boeuf.